# Ерні Гадсон
Ерні Гадсон (англ. Ernie Hudson; нар. 17 грудня 1945) — американський актор.

## Біографія
Народився 17 грудня 1945 року в місті Бентон Харбор, штат Мічиган.
Після закінчення середньої школи вступив у Корпус морської піхоти США, але через три місяці був звільнений через астму. Навчався в Університеті Вейна та Університеті Міннесоти, закінчив кілька акторських курсів. У середині 1970-х почав зніматися у фільмах і телесеріалах. Найбільш відома його роль — Вінстон Зеддмор у фільмах «Мисливці на привидів» та «Мисливці на привидів 2».

## Особисте життя
З 1963 по 1982 рік був одружений з Дженні Мур, народилися двоє синів — Ерні і Рахман. З 25 травня 1985 року одружений з Ліндою Кінгсберг, народилися двоє синів — Ендрю і Росс.

## Фільмографія
| Рік  |    | Українська назва                                | Оригінальна назва                             | Роль                  |
| ---- | -- | ----------------------------------------------- | --------------------------------------------- | --------------------- |
| 1976 | ф  |                                                 | Leadbelly                                     | Арчі                  |
| 1976 | ф  |                                                 | The Human Tornado                             | Бо                    |
| 1979 | ф  |                                                 | The Main Event                                | вбивця                |
| 1980 | ф  |                                                 | Joni                                          | Ерл                   |
| 1980 | ф  | Октагон                                         | The Octagon                                   | Куайнін               |
| 1980 | ф  | Співак джазу                                    | The Jazz Singer                               | Геклер                |
| 1982 | ф  | Пенітенціарна установа 2                        | Penitentiary II                               | 'Half Dead'           |
| 1983 | ф  | Космічний мисливець: Пригоди в забороненій зоні | Spacehunter: Adventures in the Forbidden Zone | Вашингтон             |
| 1984 | ф  | Мисливці на привидів                            | Ghost Busters                                 | Вінстон Зеддмор       |
| 1988 | ф  | Скаути                                          | The Wrong Guys                                | Доусон                |
| 1989 | ф  | Левіафан                                        | Leviathan                                     | Джастін Джонс         |
| 1989 | ф  | Мисливці на привидів 2                          | Ghostbusters II                               | Вінстон Зеддмор       |
| 1993 | тф | Дикі пальми                                     | Wild Palms                                    | Томмі Лазло           |
| 1994 | ф  | Ворон                                           | The Crow                                      | Сержант Елбріч        |
| 1995 | ф  | Щоденник баскетболіста                          | The Basketball Diaries                        | Реджі                 |
| 1995 | ф  | Конго                                           | Congo                                         | капітан Мунро Келлі   |
| 1996 | ф  | Заміна                                          | The Substitute                                | Клод Ролл             |
| 1996 | ф  | Один на один                                    | For Which He Stands                           | агент Бакстер         |
| 1996 | тф | Торнадо!                                        | Tornado!                                      | доктор Джо Бренсон    |
| 1997 | тф | Операція загону «Дельта»                        | Operation Delta Force                         | майор Тіптон          |
| 1999 | тф | Акули                                           | Shark Attack                                  | Лоуренс Родес         |
| 1999 | ф  | Хайджек                                         | Hijack                                        | сенатор Дуглас Вілсон |
| 1999 | ф  | Винищувач                                       | Stealth Fighter                               | президент Вествуд     |
| 1999 | ф  | Перехоплювачі                                   | Interceptors                                  | майор                 |
| 2001 | тф | Швидше за тінь                                  | Walking Shadow                                | Гоук                  |
| 2005 | ф  | Следж: Нерозказана історія                      | Sledge: The Untold Story                      | командир              |
| 2009 | ф  | Перлини дракона: Еволюція                       | Dragonball Evolution                          | Сіфу Норріс           |
| 2014 | ф  | Ти не ти                                        | You’re Not You                                | Джон                  |
| 2016 | ф  | Мисливці на привидів                            | Ghostbusters                                  | Білл Дженкінс         |
| 2021 | ф  | Мисливці на привидів: З того світу              | Ghostbusters: Afterlife                       | Вінстон Зеддмор       |
| 2023 | ф  | Тато зі спецназу                                | The Retirement Plan                           | Джозеф                |
| 2024 | ф  | Мисливці на привидів: Крижана імперія           | Ghostbusters: Frozen Empire                   | Вінстон Зеддмор       |